# Fredrikstad Fotballklubb 2014
Questa voce raccoglie le informazioni riguardanti il Fredrikstad Fotballklubb nelle competizioni ufficiali della stagione 2014.

## Stagione
Il Fredrikstad ha chiuso la stagione al sesto posto, centrando così l'accesso alle qualificazioni all'Eliteserien, in cui è stato sconfitto dal Mjøndalen al primo turno; l'avventura nel Norgesmesterskapet 2015 è terminata invece al secondo turno, con l'eliminazione per mano del Follo. Simen Rafn è stato il calciatore più utilizzato in stagione con 33 presenze (30 in campionato, 2 in coppa e una nelle qualificazioni all'Eliteserien), mentre Dax Alexander Olsen è stato il miglior marcatore con 8 reti (tutte siglate in campionato).

## Maglie e sponsor
Lo sponsor tecnico per la stagione 2014 è stato Adidas, mentre lo sponsor ufficiale è stato Stabburet. La divisa casalinga fu composta da una maglietta bianca con inserti rossi, pantaloncini rossi e calzettoni bianchi. La divisa da trasferta fu invece completamente nera, con rifiniture bianche.
| Casa | Trasferta |

## Rosa
| N. |                        | Ruolo | Calciatore              |
| -- | ---------------------- | ----- | ----------------------- |
| 2  | Norvegia (bandiera)    | D     | Haitam Aleesami         |
| 3  | Inghilterra (bandiera) | D     | Netan Sansara           |
| 4  | Norvegia (bandiera)    | D     | Vidar Martinsen         |
| 5  | Norvegia (bandiera)    | D     | Bjørnar Holmvik         |
| 7  | Norvegia (bandiera)    | A     | Rozhat Shaswari         |
| 9  | Norvegia (bandiera)    | A     | Steffen Nystrøm         |
| 10 | Norvegia (bandiera)    | A     | Dag Alexander Olsen     |
| 11 | Nigeria (bandiera)     | C     | Julius Adaramola        |
| 12 | Norvegia (bandiera)    | P     | Håvar Grøntvedt Jenssen |
| 13 | Norvegia (bandiera)    | A     | Robert Stene            |
| 15 | Norvegia (bandiera)    | D     | Kevin Duré              |
| 16 | Senegal (bandiera)     | A     | Mouhamed Gueye          |
| 17 | Norvegia (bandiera)    | C     | Nicolay Solberg         |
| 18 | Norvegia (bandiera)    | C     | Christian Berg          |
| 19 | Norvegia (bandiera)    | C     | Simen Standerholen      |

| N. |                      | Ruolo | Calciatore               |
| -- | -------------------- | ----- | ------------------------ |
| 20 | Norvegia (bandiera)  | C     | Håvard Åsheim            |
| 21 | Norvegia (bandiera)  | D     | Simen Rafn               |
| 22 | Norvegia (bandiera)  | C     | Gagandeep Singh Lally    |
| 23 | Norvegia (bandiera)  | D     | Jonas Alexander Olsen    |
| 25 | Finlandia (bandiera) | P     | Jon Masalin              |
| 26 | Norvegia (bandiera)  | D     | Lars Grorud              |
| 27 | Norvegia (bandiera)  | D     | Ola Lønn Jenssen         |
| 28 | Norvegia (bandiera)  | D     | Ludvik Begby             |
| 29 | Norvegia (bandiera)  | C     | Filip Johansen Westgaard |
| 30 | Norvegia (bandiera)  | P     | Markus Stige             |
| 31 | Norvegia (bandiera)  | A     | Herman Blystad           |
| 32 | Norvegia (bandiera)  | C     | Youssef Chaib            |
| 33 | Norvegia (bandiera)  | D     | Håvard Segtnan Thun      |
| 33 | Norvegia (bandiera)  | C     | Oscar Lopez Borgersen    |

## Calciomercato

### Sessione invernale(dal 01/01 al 31/03)
| Arrivi           | Arrivi              | Arrivi    | Arrivi        |
| R.               | Nome                | da        | Modalità      |
| ---------------- | ------------------- | --------- | ------------- |
| D                | Bjørnar Holmvik     | Kalmar    | definitivo    |
| C                | Christian Berg      |           | svincolato    |
| A                | Steffen Nystrøm     |           | svincolato    |
| A                | Dag Alexander Olsen | Castellón | definitivo    |
| Altre operazioni |                     |           |               |
| R.               | Nome                | da        | Modalità      |
| D                | Andreas Landgren    | Halmstad  | fine prestito |
| A                | Alagie Sosseh       | Ånge      | fine prestito |

| Partenze | Partenze           | Partenze     | Partenze      |
| R.       | Nome               | a            | Modalità      |
| -------- | ------------------ | ------------ | ------------- |
| P        | Haraldur Björnsson | Sarpsborg 08 | fine prestito |
| D        | Andreas Landgren   | Helsingborg  | definitivo    |
| D        | Ole Strømsborg     |              | svincolato    |
| C        | Thomas Holm        |              | svincolato    |
| C        | Khalifa Jabbie     |              | svincolato    |
| C        | Hans Erik Ramberg  |              | svincolato    |
| A        | Alagie Sosseh      |              | svincolato    |

### Sessione estiva(dal 15/07 al 15/08)
| Arrivi | Arrivi                | Arrivi       | Arrivi     |
| R.     | Nome                  | da           | Modalità   |
| ------ | --------------------- | ------------ | ---------- |
| D      | Jonas Alexander Olsen | Sarpsborg 08 | definitivo |
| D      | Netan Sansara         |              | svincolato |

| Partenze | Partenze              | Partenze     | Partenze   |
| R.       | Nome                  | a            | Modalità   |
| -------- | --------------------- | ------------ | ---------- |
| P        | Markus Stige          | Sarpsborg 08 | definitivo |
| D        | Kevin Duré            |              | svincolato |
| C        | Oscar Lopez Borgersen | Lysekloster  | definitivo |
| C        | Gagandeep Singh Lally | Sarpsborg 08 | definitivo |

## Risultati

### 1. divisjon

#### Girone di andata
| Arbitro: | Eskås |

|  |           |                           |
|  | Marcatori | 45’ Ondrášek 82’ Andersen |

| Arbitro: | Moen |

|  |           |             |
|  | Marcatori | 32’ Nystrøm |

| Arbitro: | Gjermshus |

|                       |           |               |
| Holmvik 18’ Stene 57’ | Marcatori | 77’ Törnqvist |

| Arbitro: | Hagenes |

|           |           |  |
| Mendy 61’ | Marcatori |  |

| Fredrikstad 1º maggio 2014, ore 15:00 5ª giornata | Fredrikstad | 0 – 0 referto | Ullensaker/Kisa | Fredrikstad Stadion (4.385 spett.) |

| Arbitro: | Haugen |

|             |           |  |
| Braaten 66’ | Marcatori |  |

| Arbitro: | Hauge |

|                                       |           |             |
| Snekvik 29’, 81’ Eek 37’ Tronseth 45’ | Marcatori | 71’ Nystrøm |

| Arbitro: | Smehus Kringstad |

|                     |           |  |
| Stene 38’ Olsen 72’ | Marcatori |  |

| Mjøndalen 20 maggio 2014, ore 20:05 9ª giornata | Mjøndalen | 0 – 0 referto | Fredrikstad | Mjøndalen Stadion (1.021 spett.)\| Arbitro: \| Haugen \| |
| Arbitro:                                        | Haugen    |               |             |                                                          |

| Arbitro: | Johansen (Brevik) |

|                            |           |                   |
| Begby 71’ Olsen 89’ (rig.) | Marcatori | 90’ (aut.) Grorud |

| Strømmen 29 maggio 2014, ore 18:00 11ª giornata         | Strømmen  | 0 – 2 referto         | Fredrikstad | Strømmen Stadion (655 spett.) |
| \| \| \| \| \| \| Marcatori \| 20’ Begby 39’ Nystrøm \| |           |                       |             |                               |
|                                                         |           |                       |             |                               |
|                                                         | Marcatori | 20’ Begby 39’ Nystrøm |             |                               |

| Arbitro: | Steen |

|                                             |           |  |
| Martinsen 25’ Olsen 35’, 65’, 81’ Begby 72’ | Marcatori |  |

| Arbitro: | Haugen |

|           |           |  |
| Tollås 7’ | Marcatori |  |

| Arbitro: | Hauge |

|                                 |           |  |
| Nystrøm 54’ Olsen 58’ Gueye 90’ | Marcatori |  |

| Arbitro: | Hansen (Feda) |

|                     |           |                          |
| Stene 47’ Gueye 89’ | Marcatori | 42’ Lysvoll 76’ Sletvold |

#### Girone di ritorno
| Arbitro: | Hagenes |

|             |           |                                  |
| Vevatne 34’ | Marcatori | 38’ Stene 85’ Johansen Westgaard |

| Arbitro: | Gjermshus |

|                       |           |            |
| Gueye 14’ Sansara 64’ | Marcatori | 77’ Torske |

| Arbitro: | Hansen (Feda) |

|                   |           |               |
| Kristoffersen 45’ | Marcatori | 74’ Adaramola |

| Fredrikstad 11 agosto 2014, ore 19:00 19ª giornata | Fredrikstad | 0 – 0 referto | Mjøndalen | Fredrikstad Stadion (4.326 spett.)\| Arbitro: \| Gya \| |
| Arbitro:                                           | Gya         |               |           |                                                         |

| Arbitro: | Borgersen (Oslo) |

|                |           |                                     |
| Børmark-By 28’ | Marcatori | 5’ Nystrøm 31’ Åsheim 44’ Adaramola |

| Arbitro: | Steen |

|  |           |             |
|  | Marcatori | 15’ Sansara |

| Fredrikstad 24 agosto 2014, ore 18:00 22ª giornata | Fredrikstad | 0 – 0 referto | Alta | Fredrikstad Stadion (4.652 spett.)\| Arbitro: \| Eskås \| |
| Arbitro:                                           | Eskås       |               |      |                                                           |

| Arbitro: | Borgersen (Oslo) |

|  |           |             |
|  | Marcatori | 75’ Sansara |

| Arbitro: | Steen |

|           |           |                          |
| Olsen 50’ | Marcatori | 55’ Schulze 88’ Agwuocha |

| Arbitro: | Borgersen (Oslo) |

|                       |           |  |
| Shroot 38’ Grodås 51’ | Marcatori |  |

| Arbitro: | Moen |

|            |           |  |
| Åsheim 90’ | Marcatori |  |

| Arbitro: | Gjermshus |

|                          |           |           |
| Zachariassen 4’ Næss 58’ | Marcatori | 86’ Olsen |

| Arbitro: | Borgersen (Oslo) |

|                                     |           |           |
| Johansen Westgaard 61’ Aleesami 84’ | Marcatori | 80’ Nguen |

| Arbitro: | Gjermshus |

|                 |           |  |
| J. Johansen 23’ | Marcatori |  |

| Arbitro: | Eskås |

|  |           |            |
|  | Marcatori | 24’ Larsen |

#### Qualificazioni all'Eliteserien
| Arbitro: | Hobber Nilsen (Oslo) |

|                                |           |  |
| Sansara 5’ (aut.) Arneberg 52’ | Marcatori |  |

### Norgesmesterskapet
| Arbitro: | Skjørli Oterhals |

|                      |           |                                                       |
| Martinsen 46’ (aut.) | Marcatori | 3’, 32’, 70’ Johansen Westgaard 11’, 51’ Standerholen |

| Ski 7 maggio 2014, ore 18:00 Secondo turno  | Follo     | 1 – 0 referto | Fredrikstad | Ski Stadion (451 spett.) |
| \| \| \| \| \| Rasch 38’ \| Marcatori \| \| |           |               |             |                          |
|                                             |           |               |             |                          |
| Rasch 38’                                   | Marcatori |               |             |                          |

## Statistiche

### Statistiche di squadra
| Competizione                   | Punti | In casa | In casa | In casa | In casa | In casa | In casa | In trasferta | In trasferta | In trasferta | In trasferta | In trasferta | In trasferta | Totale | Totale | Totale | Totale | Totale | Totale | DR  |
| Competizione                   | Punti | G       | V       | N       | P       | Gf      | Gs      | G            | V            | N            | P            | Gf           | Gs           | G      | V      | N      | P      | Gf     | Gs     | DR  |
| ------------------------------ | ----- | ------- | ------- | ------- | ------- | ------- | ------- | ------------ | ------------ | ------------ | ------------ | ------------ | ------------ | ------ | ------ | ------ | ------ | ------ | ------ | --- |
| 1. divisjon                    | 48    | 15      | 8       | 4       | 3       | 22      | 11      | 15           | 6            | 2            | 7            | 13           | 15           | 30     | 14     | 6      | 10     | 35     | 26     | +9  |
| Qualificazioni all'Eliteserien | -     | 0       | 0       | 0       | 0       | 0       | 0       | 1            | 0            | 0            | 1            | 0            | 2            | 1      | 0      | 0      | 1      | 0      | 2      | -2  |
| Norgesmesterskapet             | -     | 0       | 0       | 0       | 0       | 0       | 0       | 2            | 1            | 0            | 1            | 5            | 2            | 2      | 1      | 0      | 1      | 5      | 2      | +3  |
| Totale                         | -     | 15      | 8       | 4       | 3       | 22      | 11      | 18           | 7            | 2            | 9            | 18           | 19           | 33     | 15     | 6      | 12     | 40     | 30     | +10 |

### Andamento in campionato
| Giornata  | 1 | 2 | 3 | 4 | 5 | 6 | 7 | 8 | 9 | 10 | 11 | 12 | 13 | 14 | 15 | 16 | 17 | 18 | 19 | 20 | 21 | 22 | 23 | 24 | 25 | 26 | 27 | 28 | 29 | 30 |
| --------- | - | - | - | - | - | - | - | - | - | -- | -- | -- | -- | -- | -- | -- | -- | -- | -- | -- | -- | -- | -- | -- | -- | -- | -- | -- | -- | -- |
| Luogo     | C | T | C | T | C | T | T | C | T | C  | T  | C  | C  | T  | T  | C  | C  | T  | C  | T  | T  | C  | T  | C  | T  | C  | T  | C  | T  | C  |
| Risultato | P | V | V | P | N | P | P | V | N | V  | V  | V  | P  | V  | N  | V  | V  | N  | N  | V  | V  | N  | V  | P  | P  | V  | P  | V  | P  | P  |
| Posizione |   |   |   |   |   |   |   |   |   |    |    |    |    |    |    |    |    |    |    |    |    |    |    |    |    |    |    |    |    | 8  |

Fonte:  1. divisjon 2014, su altomfotball.no, Altomfotball.
Legenda:

Luogo: C = Casa; T = Trasferta. Risultato: V = Vittoria; N = Pareggio; P = Sconfitta.

### Statistiche dei giocatori
| Giocatore             | 1. divisjon | 1. divisjon | 1. divisjon | 1. divisjon | Norgesmesterskapet | Norgesmesterskapet | Norgesmesterskapet | Norgesmesterskapet | Coppe europee | Coppe europee | Coppe europee | Coppe europee | Qual. all'Eliteserien | Qual. all'Eliteserien | Qual. all'Eliteserien | Qual. all'Eliteserien | Totale   | Totale | Totale      | Totale     |
| Giocatore             | Presenze    | Reti        | Ammonizioni | Espulsioni  | Presenze           | Reti               | Ammonizioni        | Espulsioni         | Presenze      | Reti          | Ammonizioni   | Espulsioni    | Presenze              | Reti                  | Ammonizioni           | Espulsioni            | Presenze | Reti   | Ammonizioni | Espulsioni |
| --------------------- | ----------- | ----------- | ----------- | ----------- | ------------------ | ------------------ | ------------------ | ------------------ | ------------- | ------------- | ------------- | ------------- | --------------------- | --------------------- | --------------------- | --------------------- | -------- | ------ | ----------- | ---------- |
| J. Adaramola          | 23          | 2           | 1           | 0           | 2                  | 0                  | 0                  | 0                  |               |               |               |               | 1                     | 0                     | 0                     | 0                     | 26       | 2      | 1           | 0          |
| H. Aleesami           | 25          | 1           | 4           | 0           | 2                  | 0                  | 1                  | 0                  |               |               |               |               | 1                     | 0                     | 1                     | 0                     | 28       | 1      | 6           | 0          |
| H. Åsheim             | 26          | 2           | 2           | 0           | 1                  | 0                  | 0                  | 0                  |               |               |               |               | 1                     | 0                     | 0                     | 0                     | 28       | 2      | 2           | 0          |
| L. Begby              | 14          | 2           | 0           | 0           | 2                  | 0                  | 0                  | 0                  |               |               |               |               | 0                     | 0                     | 0                     | 0                     | 16       | 2      | 0           | 0          |
| C. Berg               | 24          | 0           | 2           | 0           | 0                  | 0                  | 0                  | 0                  |               |               |               |               | 1                     | 0                     | 0                     | 0                     | 25       | 0      | 2           | 0          |
| H. Blystad            | 0           | 0           | 0           | 0           | 1                  | 0                  | 0                  | 0                  |               |               |               |               | 0                     | 0                     | 0                     | 0                     | 1        | 0      | 0           | 0          |
| Y. Chaib              | 0           | 0           | 0           | 0           | 0                  | 0                  | 0                  | 0                  |               |               |               |               | 0                     | 0                     | 0                     | 0                     | 0        | 0      | 0           | 0          |
| K. Duré               | 4           | 0           | 1           | 0           | 1                  | 0                  | 0                  | 0                  |               |               |               |               | -                     | -                     | -                     | -                     | 5        | 0      | 1           | 0          |
| H. Grøntvedt Jenssen  | 1           | -0          | 0           | 0           | 1                  | -1                 | 0                  | 0                  |               |               |               |               | 0                     | -0                    | 0                     | 0                     | 2        | -1     | 0           | 0          |
| L. Grorud             | 26          | 0           | 4           | 0           | 1                  | 0                  | 1                  | 0                  |               |               |               |               | 1                     | 0                     | 1                     | 0                     | 28       | 0      | 6           | 0          |
| M. Gueye              | 13          | 3           | 1           | 0           | 1                  | 0                  | 0                  | 0                  |               |               |               |               | 0                     | 0                     | 0                     | 0                     | 14       | 3      | 1           | 0          |
| B. Holmvik            | 27          | 1           | 7           | 0           | 2                  | 0                  | 1                  | 0                  |               |               |               |               | 1                     | 0                     | 0                     | 0                     | 30       | 1      | 8           | 0          |
| F. Johansen Westgaard | 25          | 2           | 0           | 0           | 2                  | 3                  | 1                  | 0                  |               |               |               |               | 1                     | 0                     | 0                     | 0                     | 28       | 5      | 1           | 0          |
| O. Lønn Jenssen       | 4           | 0           | 0           | 0           | 1                  | 0                  | 0                  | 0                  |               |               |               |               | 0                     | 0                     | 0                     | 0                     | 5        | 0      | 0           | 0          |
| O. Lopez Borgersen    | 0           | 0           | 0           | 0           | 0                  | 0                  | 0                  | 0                  |               |               |               |               | -                     | -                     | -                     | -                     | 0        | 0      | 0           | 0          |
| V. Martinsen          | 28          | 1           | 2           | 0           | 1                  | 0                  | 0                  | 0                  |               |               |               |               | 1                     | 0                     | 0                     | 0                     | 30       | 1      | 2           | 0          |
| J. Masalin            | 29          | -26         | 2           | 0           | 1                  | -1                 | 0                  | 0                  |               |               |               |               | 1                     | -2                    | 0                     | 0                     | 31       | -29    | 2           | 0          |
| S. Nystrøm            | 22          | 5           | 1           | 0           | 2                  | 0                  | 0                  | 0                  |               |               |               |               | 1                     | 0                     | 0                     | 0                     | 25       | 5      | 1           | 0          |
| D. Olsen              | 29          | 8           | 1           | 0           | 1                  | 0                  | 0                  | 0                  |               |               |               |               | 1                     | 0                     | 0                     | 0                     | 31       | 8      | 1           | 0          |
| J. Olsen              | 0           | 0           | 0           | 0           | -                  | -                  | -                  | -                  |               |               |               |               | 0                     | 0                     | 0                     | 0                     | 0        | 0      | 0           | 0          |
| S. Rafn               | 30          | 0           | 1           | 0           | 2                  | 0                  | 0                  | 0                  |               |               |               |               | 1                     | 0                     | 0                     | 0                     | 33       | 0      | 1           | 0          |
| N. Sansara            | 14          | 3           | 3           | 0           | -                  | -                  | -                  | -                  |               |               |               |               | 1                     | 0                     | 1                     | 0                     | 15       | 3      | 4           | 0          |
| H. Segtnan Thun       | 0           | 0           | 0           | 0           | 0                  | 0                  | 0                  | 0                  |               |               |               |               | 0                     | 0                     | 0                     | 0                     | 0        | 0      | 0           | 0          |
| R. Shaswari           | 8           | 0           | 0           | 0           | 0                  | 0                  | 0                  | 0                  |               |               |               |               | 0                     | 0                     | 0                     | 0                     | 8        | 0      | 0           | 0          |
| G. Singh Lally        | 0           | 0           | 0           | 0           | 1                  | 0                  | 0                  | 0                  |               |               |               |               | -                     | -                     | -                     | -                     | 1        | 0      | 0           | 0          |
| N. Solberg            | 0           | 0           | 0           | 0           | 0                  | 0                  | 0                  | 0                  |               |               |               |               | 0                     | 0                     | 0                     | 0                     | 0        | 0      | 0           | 0          |
| S. Standerholen       | 7           | 0           | 0           | 0           | 2                  | 2                  | 0                  | 0                  |               |               |               |               | 0                     | 0                     | 0                     | 0                     | 9        | 2      | 0           | 0          |
| R. Stene              | 28          | 4           | 4           | 0           | 1                  | 0                  | 0                  | 0                  |               |               |               |               | 1                     | 0                     | 0                     | 0                     | 30       | 4      | 4           | 0          |
| M. Stige              | 0           | -0          | 0           | 0           | 0                  | -0                 | 0                  | 0                  |               |               |               |               | -                     | -                     | -                     | -                     | 0        | 0      | 0           | 0          |